# Strimnopping
Strimnopping (Entoloma asprellum) är en svampart som först beskrevs av Elias Fries, och fick sitt nu gällande namn av Victor Fayod 1889. Strimnopping ingår i släktet Entoloma och familjen Entolomataceae.  Arten är reproducerande i Sverige. Inga underarter finns listade i Catalogue of Life.

## Källor

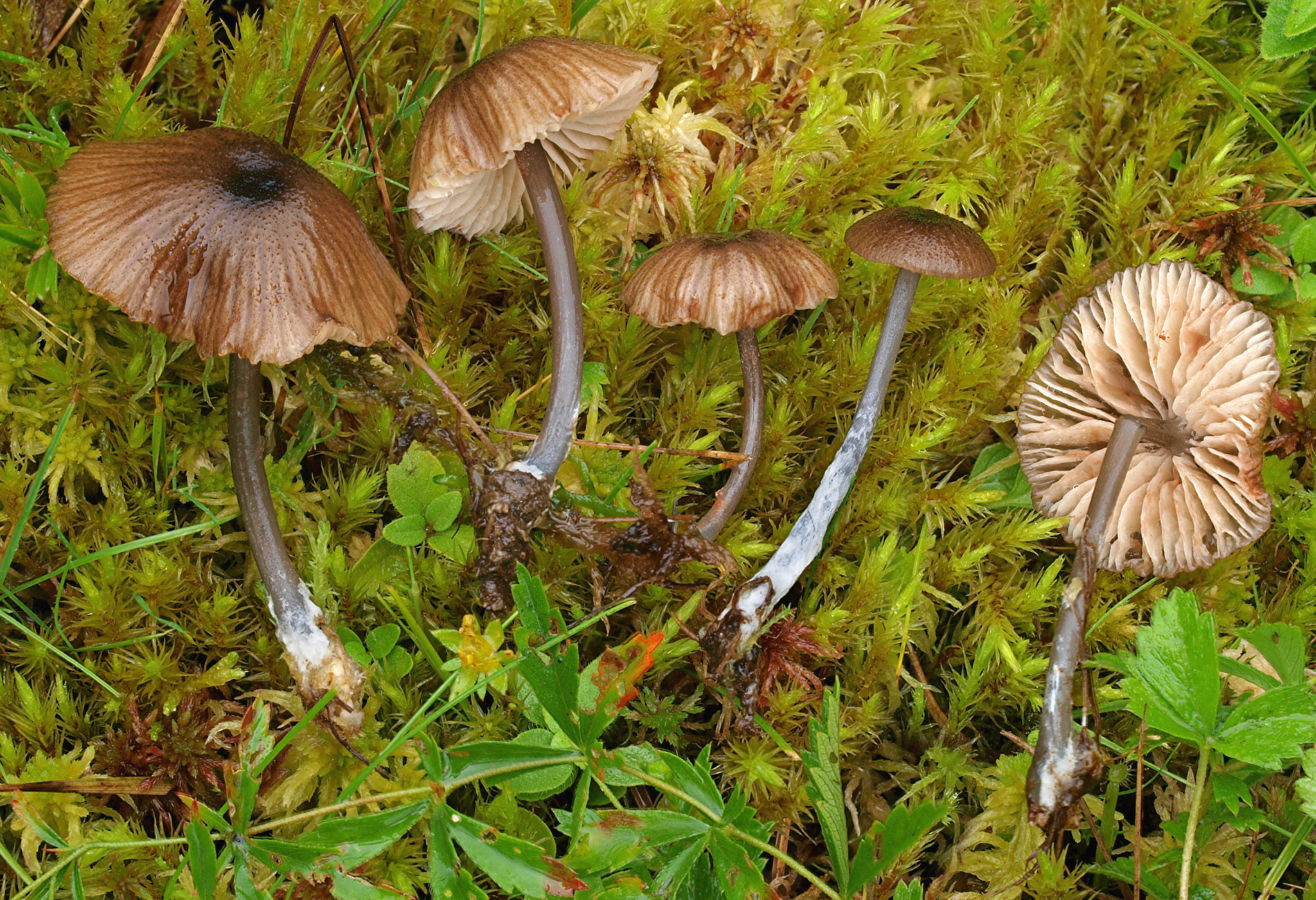